# 骨肉的總和
《骨肉的總和》是一部由盧卡·格達戈尼諾执导，改编自卡米尔·德安吉利斯2015年同名小说的浪漫食人族公路電影，泰勒·羅素、提摩西·夏勒梅和马克·里朗斯主演。故事講述一對年輕的噬人者男女為了逃離外界展開公路之旅，雙方互相生情的同時，仍需面對著自身的本能與外界的衝突。
電影於2022年9月10日第79屆威尼斯影展首映，獲得全場起立鼓掌10分鐘的迴響，電影獲得正面為主的評價，影評界主要稱讚主角的表演、導演、電影攝影，以及數部類型片元素的融合。

## 故事内容
80年代，少女梅倫（泰勒·羅素飾）與父親（安德烈·荷蘭飾）住在維吉尼亞州相依為命，在與朋友們過夜時吃掉了朋友的手指，驚惶的父親帶著她逃離小鎮。18歲生日過後的某天，梅倫醒來，發現父親已離開了她，只留下一卷錄音帶與她的出生證明，要她去尋找自己的母親與身世。梅倫從父親留給她的錄音帶裡，得知年幼時她便展現出食人的本能，殺害兼吃掉了當時照顧她的褓姆的部分身體。梅倫的母親則在她還在襁褓中時便拋棄了她，這使得梅倫在成長過程中沒有母親相關的記憶。
梅倫帶著不可告人的秘密踏上危險的尋母之旅，她搭乘公共汽車前往俄亥俄州，並且在當地認識了古怪的食人族老人蘇莉，後者表示他是透過氣味找到她的，同時告知梅倫，食人族會隨著年齡增張，越需要仰賴食人維持性命。梅倫與蘇莉抵達一間房子，發現房子的主人是一位老婦人，她在樓上的臥室裡奄奄一息。當梅倫在早晨醒來的時候，蘇莉正在吞噬老婦人的遺體，於是跟著他分食遺體充飢，蘇莉有意要讓梅倫留在他的身邊，但是梅倫在拒絕蘇莉後自行離去。
當梅倫在印第安納州的一家雜貨店行竊時，邂逅了同為食人族的李（提摩西·夏勒梅飾），兩人決定一同踏上旅行，李還同意幫助梅倫找到她的母親。當他們乘坐李從他的一名受害者那裡偷來的卡車穿越這個國家時，梅倫和李墜入愛河，發展成戀人關係。兩者在一處游泳洞遇到了一對似乎是食人族的人，傑克和布拉德，直到布拉德承認他不分享其他人的渴望，而是自願選擇自相殘殺，這讓梅倫反感。傑克還談到了連同身體的骨頭都加以食用的程度，而不是簡單地以肉為食，儘管李和梅倫最初懷疑這種行為是否可能。他們等兩人睡著了才離開。
李和梅倫短暫停留在李在肯塔基州的家鄉。李的妹妹凱拉對於李的食人本性毫不知情，責備他經常離開又突然回來。在參觀狂歡節期間，梅倫向李表達了飢餓感後，李鎖定了一名男性攤位工作人員，引誘他進入一片玉米田，在李割開他的喉嚨之前，李和男人在那裡發生了性關係。當梅倫和李享用了屍體，梅倫發現這個被吃掉的男人實際上已經結婚並有了家庭，這讓她感到深深的矛盾。
在梅倫的建議下，兩人踏上前往明尼蘇達州的公路旅行，希望能找到她的母親珍妮爾。梅倫使用電話簿目錄拜訪了她的祖母芭芭拉的家，而芭芭拉並不知道她孫女的存在。芭芭拉最初告訴梅倫，珍妮爾已經死了，但當梅倫詢問珍妮爾小時候是否傷害過任何人時，她又改口了。芭芭拉承認她在珍妮爾出生時就收養了她，珍妮爾則在幾年前自願住進了弗格斯福爾斯的一家精神病院。梅倫與李依照芭芭拉提供的訊息前往精神病院，卻在那裏見到已將自己的雙手吃掉的珍妮爾，梅倫讀了珍妮爾在入院後不久寫的一封信，信末寫著珍妮爾相信梅倫死了比做食人族更好。稍後珍妮爾攻擊並試圖吃掉梅倫，但被護士制止。梅倫厭惡她的生活，選擇離開了珍妮爾和李，然後再次遇到蘇莉，當她發現蘇莉持續跟踪她的行為後，她再次斥責他，蘇莉則憤怒地離開了。
梅倫最終與凱拉再度相會，凱拉告訴梅倫，她和李曾遭受酗酒的父親虐待，但後來父親神秘地消失了。梅倫與李重逢後，兩者倆決定西行。在內布拉斯加州露營時，李向梅倫講述了他如何被迫殺死同樣是食人族的父親，讓自己和凱拉免於遭受進一步的虐待。當李承認自己以父親的身體為食並享受它帶給他的快感時，他淚流滿面，害怕梅倫的反應，但她宣布了她對他的愛。他們決定壓抑食人的衝動，盡可能長時間地一起過正常的生活。
幾個月後，梅倫與李在密歇根州的安娜堡過著幸福的生活, 梅倫還在當地的一家書店任職。直到某天她回到家，發現蘇莉不但闖入了他們居住的公寓，還拿著刀嘲笑她。當李回來後，兩者設法殺了蘇莉，但李在與蘇莉博鬥的過程中受了重傷。梅倫翻找著蘇莉的背包、試圖尋找治療傷勢的物品時，意外發現了凱拉的幾縷頭髮，才理解蘇莉為每個被他吃掉的人留下紀念的物件，這同時表明凱拉已成為蘇莉的犧牲品。梅倫堅持要帶著李一起就醫，但是李表示希望梅倫在他斷氣時吃掉他的身體，而且連骨頭都不能殘留。雖然她一開始拒絕了，但在兩者熱吻後，梅倫開始啃食著李的身體。鏡頭轉回空無一人、被打掃乾淨的公寓，暗示梅倫已經完全吞噬了李，滿足了他最後的要求。
故事的最後，鏡頭帶往空曠且能看見海的平地，赤裸上半身的梅倫與李坐在地面望向遠方，以梅倫從後方擁抱住了李作結。

## 演员阵容
- 泰勒·羅素饰演梅伦·耶利（Maren Yearly），18歲的噬人者，只吃「对她有好感的人」[12][13]
- 提摩西·夏勒梅饰演李（Lee），19岁的噬人者，忧郁又迷人，專門吃「会伤害别人的人」[12]
- 马克·里朗斯饰演蘇莉（Sully），噬人者
- 麥可·斯圖巴饰演杰克（Jake），噬人者
- 安德烈·荷蘭饰演耶利先生（Mr Yearly），梅伦的父亲
- 大卫·戈登·格林饰演布拉德（Brad），噬人者
- 杰西卡·哈珀（英语：Jessica Harper）饰演芭芭拉·克恩斯（Barbara Kerns），梅伦的外婆
- 科洛·塞维尼饰演饰演珍妮爾·克恩斯（Janelle Kerns），梅伦的母亲
- 安娜·科布（Anna Cobb）饰演凱拉（Kayla），李的妹妹
- 杰克·霍罗威茨（Jake Horowitz）饰演蘭斯（Lance）
- 肯德尔·科菲（Kendle Coffey）饰演雪莉（Sherry）

## 評價
根据評論匯總网站爛番茄汇总的277篇评论文章，82%的评论家给予该作正面评价，平均打分为7.4分（满分10分）。该网站总结的评论家共识是“雖然它的主題可能讓人難以接受, 《骨肉的總和》 仍是一部浪漫而發人深省的電影” 在Metacritic上，根據54位影評人給予74分（滿分100分），這部電影獲得了「普遍好評」。，接受 CinemaScore 調查的觀眾在A+至 F的評分區間給予本片「B」級評價， PostTrak調查顯示71%受訪觀眾給予本片正面評價,平均分數3/5.

## 榮譽
2022年的威尼斯影展中，本片獲得金獅獎提名，但最終獲頒銀獅獎和馬切洛·馬斯楚安尼獎。

## 相關事件

#### 年度差片排行榜爭議
2022年12月16日，《綜藝》的影評家歐文·格雷柏曼（Owen Gleiberman）、彼德·德布魯格（Peter Debruge）發佈一篇年度差片排行榜的文章，其中歐文·格雷柏曼將本片、《小小兵2：格魯的崛起》、《阿姆斯特丹》、《燃火的女孩》、《三千年的渴望》列入年度差片名單，彼德·德布魯格的榜上清單則包含《金髮夢露》、《烏龍智慧管家》、《泡泡劇組》、《蜘蛛頭監獄》、《355：諜影特攻》。該篇文章發布後，演員伊利亞·伍德在個人推特引用並批評該篇文章，稱「當一部電影沒有出現在最佳影片名單上時，就可以合理地假設它不那麼受歡迎。這是一種不必要且粗暴的做法。」，甚至引起許多讀者與觀眾響應回覆，指謫影評人的做法「卑鄙和殘忍」。漫畫《蜘蛛人》作者丹·斯洛特（英語：Dan Slott）支持伊利亞的評論，稱「拍電影是一項艱苦的工作。它需要很多人的時間和心血。最糟糕的名單是卑鄙和殘酷的。《綜藝》，這沒有必要。請停止這麼做。」，影視作家派崔克·皮提斯（英語：Patrick Pittis）批評「『最差』名單本質上是卑鄙的，也是不必要的。很像為他們創作和貢獻的影評人。這並沒有為影片增添任何價值，只是對數百名努力使這些電影栩栩如生的創意人員的一種小小的侮辱。」，電影導演漢娜·梅·康明（英語：Hannah May Cumming）則抨擊「將獨立電影放在這個名單上真的很蹩脚」。其他響應者方面，洛杉磯電影攝影師塔拉·維奧萊特（英語：Tara Violet）評論道：「《綜藝》的電影名單上的那種『最糟糕的』/仇恨讓我覺得，那些寫了不必要的殘忍/刻薄的電影的人對微預算獨立電影、對我和父親一起拍攝的電影的評論，真的非常努力。」。電影愛好者肖恩·阿布利（Sean Abley）則寫道：「作為一個既拍過電影又寫過評論的人，我可以告訴你，即使是最糟糕的電影，拍出來也要比看電影和寫電影付出100倍的努力。」。
《綜藝》方面，原文章的免責聲明中寫道「當影評人給出負面評價時，我們通常被稱為『刻薄』。如果情況確實如此，那麼我們年度最差電影的名單將是我們所做的最卑鄙的事情。然而，當『卑鄙』這個詞暗示著惡意的時候，我們傾向於認為這種侮辱和謾罵的特殊場合併不是真正針對我們的。事實上，這是關於電影的，它們非常糟糕，以至於它們幾乎要求我們描述它們犯錯的所有方式。如果你認為我們很刻薄，那就這樣吧。我們想認為我們只是準確的。」

## 備註
1. ↑  又譯「骸骨及一切」、「骨肉筋血」。